# قريشي
قريشي (بالأردية: قریشی) هو اسم لعائلة مسلمة تعود أصولها لقبيلة قريش من مكة المكرمة..

## فروع قبيلة قريشي
- ہاشمی
- سید
- اعوان
- علوی
- بنو عباس
- آل جعفر
- بنو حارث
- صدیقی
- فاورقی
- عثمانی

## أشخاص من عائلة قريشي
- شاه محمود قريشي
- إعصام الحق قریشی
- فيصل قريشي
- مصطفى قرشي
- معين الدين أحمد قرشي

## اقرا أيضًا
- سيد
- شيخ